# Дмитриев, Михаил Петрович (политик)
Михаи́л Петро́вич Дми́триев (1876 — до 2 февраля 1935) — русский офицер и общественный деятель, член IV Государственной думы от Херсонской губернии.

## Биография
Родился 26 февраля (9 марта) 1876 года в Одессе. Происходил из потомственных дворян Херсонской губернии (род Дмитриевых утвержден в дворянском достоинстве указом Правительствующего сената по Департаменту герольдии 23 декабря 1852 г. и внесен в 3-ю часть Дворянской родословной книги). Сын отставного капитана Корпуса горных инженеров, тираспольского уездного предводителя дворянства в 1884—1893 годах, действительного статского советника Петра Николаевича Дмитриева. Землевладелец Тираспольского уезда, имение в местечке Ново-Петровском (2500 десятин) и домовладелец Одессы (собственный дом на Кобеевской улице).
В течение пяти лет учился в Ришельевской гимназии, затем — во 2-й Одесской гимназии, которою окончил в 1896 году. Поступил на юридический факультет Московского университета, но учился в нём лишь 4 семестра, причем с начала декабря 1898 по март 1899 пропустил занятия по болезни, переводных экзаменов не сдавал и в июле был уволен «за невзнос платы за слушание лекций». В октябре 1899 года поступил на военно-училищные курсы при Елисаветградском кавалерийском юнкерском училище.
По окончании курсов служил в 37-м драгунском Военного ордена полку, в 1902—1903 годах состоял адъютантом при командующем войсками Одесского военного округа.
Выйдя в запас в чине поручика, занялся сельским хозяйством и общественной деятельностью. В 1905 году был избран Заславским уездным предводителем дворянства и председателем уездной земской управы. Затем избирался членом Курской губернской земской управы (1908—1910), гласным Тираспольского уездного и Херсонского губернского земских собраний (с 1910), почетным мировым судьей (с 1910). Состоял выборщиком в Государственную думу II и III созывов.
В 1912 году был избран членом Государственной думы от Херсонской губернии. Входил во фракцию центра, а с 1915 — и в Прогрессивный блок. Состоял секретарем Земской группы, а также членом комиссий: финансовой, по военным и морским делам, по направлению законодательных предположений, по запросам, о торговле и промышленности, бюджетной, продовольственной, по местному самоуправлению и сельскохозяйственной.
С началом Первой мировой войны добровольно пошёл на фронт: был определен поручиком в 11-й гусарский Изюмский полк. В январе 1915 года был командирован ординарцем в распоряжение командующего 3-й армией генерала Радко-Дмитриева. Высочайшим приказом от 18 июля 1915 года уволен от военной службы для определения к статским делам, после чего был назначен уполномоченным при Северо-3ападном фронте по устройству беженцев.
После Октябрьской революции в эмиграции в Бессарабии, жил в Кишиневе. Умер не позднее 2 февраля 1935 года. Был холост.